# Menthyllactaat
Menthyllactaat is een ester van menthol en melkzuur. Het wordt verkregen door de reactie van natuurlijk verkregen of synthetisch bereid menthol en melkzuur.
Menthyllactaat heeft vier chirale centra en dus zestien mogelijke stereo-isomeren (het product van de acht mogelijke stereo-isomeren van menthol en de twee mogelijke stereo-isomeren van melkzuur). De meest voorkomende isomeer is L-menthyllactaat, verkregen door de reactie van L-menthol en L-(+)-melkzuur.
L-menthyllactaat heeft een lichte muntgeur en is vrijwel smaakloos. Het wordt veel gebruikt als aromastof en toegevoegd aan cosmetische en hygiënische producten omdat het een aangenaam en langdurig verkoelend effect geeft in de mondholte of op de huid, en minder irriterend zou zijn dan menthol. Men vindt het in vele producten voor mondhygiëne (tandpasta en mondwater), in kauwgom, pepermunt en andere snoep; in cosmetische producten die op de huid, en in het bijzonder het gezicht, worden aangebracht.